# Нейрохондрин
Нейрохондрин — белок человека, кодируемый геном NCDN на 1-й хромосоме. Открыт в 1998 году. Составлен из 731 аминокислоты, причём участок белка длиной 718 аминокислот на 98% гомологичен крысиному белку норбин. Название белка свидетельствует о его преобладании в нервной, костной и хрящевой ткани.  
Альтернативный сплайсинг порождает в организме человека две изоформы белка: нейрохондрин-1 (729 аминокислот) и нейрохондрин-2 (712 аминокислот). Первый сплайс-вариант на 98.2% гомологичен мышиному NCDN1.
Возможно, нейрохондрин участвует в сигнальной цепочке метаботропных глутаматных рецепторов, в частности, mGluR5.

## Исследования на животных
Исследование экспрессии у мыши показывает вариацию в зависимости от стадии развития. Отмечено повышенное содержание белка в обонятельной луковице и сосудистом сплетении боковых желудочков мозга. Гомозиготный нокаут приводит к гибели мышат на ранней стадии эмбрионального развития.

## Клиническое значение
По данным одного исследования, мыши c точечной постнатальной делецией гена NCDN в мозге по некоторым фенотипным чертам аналогичны имеющимся животным моделям шизофрении, в частности, у них отмечено сниженное преимпульсное ингибирование.